# سلوان (سلوان)
سلوان هي إحدى مشيخات المملكة المغربية، تتبع جغرافيا لإقليم الناظور وإداريًا لسلوان. يقدر عدد سكانها بـ 15666 نسمة حسب الإحصاء الرسمي للسكان والسكنى لسنة 2004.